# Metafikce
Metafikce (z řeckého metá: za; po; a latinského fictio: tvoření, utváření) neboli „fikce nad fikcí“ či „fikce o fikci“; Pojem zcela nahradil dřívější, úžeji pojaté termíny „self-conscious narration“ a „fikční ironie“

## Definice
Jedná se o literární postup, kdy dílo (nejčastěji za pomoci vypravěče) vědomě odkazuje na umělou, literární povahu sebe sama pomocí odchýlení se od beletristických konvencí a vypravěčských technik.
Dílo tak sebereflexivně poukazuje na to, že je lidským výtvorem, a nutí čtenáře zamýšlet se nad vztahem mezi realitou a fikcí – můžeme tedy mluvit o specifickém druhu metatextovosti.
(Nezapomínejme však, že sebereflexe je rys typický pro uměleckou literaturu obecně – známe jej např. z romantismu: romantický autor své dílo žije, a vlastní život naopak formuluje jako dílo).
Metafikce je nejčastěji spojována s modernistickou a postmodernistickou literaturou, můžeme ji však naléz již např. v Tisíci a jedné noci (9. st.) či v Chaucerových Povídkách canterburských (14. st.).
V 50. letech 20. st. vytvořilo několik francouzských spisovatelů žánr, který je označován jako nouveau roman. Tyto „nové romány“ byly charakteristické svým překrucováním žánrových i stylistických pravidel a často obsahovaly metafikční postupy.
V 60. letech 20. st. se metafikce dostala do popředí díky dílům jako Ztracen v panoptiku: Fikce pro tisk, zvukový pásek, živý hlas Johna Bartha, Jatka č. 5, aneb Křížová výprava dětí Kurta Vonneguta či Dražba série č. 49 Thomase Pynchona.
Poprvé použil označení „Metafikce“ William H. Gass v eseji Philosophy and the Form of Fiction. Na rozdíl od antirománu či antifikce je metafikce výhradně „fikcí o fikci“. tj. fikce, která vědomě reflektuje sama sebe.

### Metafikční postupy
Díky volné definici není možné vypsat kompletní seznam metafikčních postupů, shrnujeme alespoň ty nejznámější:
- obracení se na čtenáře
- např. Tristram Shandy, vypravěč Sternova románu Život a názory blahorodého pana Tristrama Shandyho, se po celou knihu obrací na čtenáře a vtahuje ho tak do fikčního světa knihy[3]
- zdůrazňování přítomnosti vypravěče nadřazeného textu 
- v Diderotově románu Jakub fatalista a jeho pán neustále dává vypravěč čtenáři najevo, že je to on, kdo rozhoduje o tom, jak bude příběh pokračovat[4]
- autor je postavou ve svém díle 
- toto využívá například Jorge Luis Borges ve své kratičké povídce Borges a já, kde se vypravěč („já“) snaží distancovat od „Borgese“ – toho Borgese přisvojeného diskursy novin a literárních dějeprav; povídka končí slovy: „Nevím, který z nás dvou napsal tuhle stranu.“[5]
- dílo samo obsahuje jiné dílo či je v jiném díle obsaženo 
- v již zmiňovaném Diderotově románu Jakub fatalista a jeho pán hlavní hrdinové na zastávce v jednom hostinci vyslechnou příběh paní La Pommeray a markýze des Arcis, což je vlastně román v románu[4] 
- ještě zjevnější je případ, kdy v Pratchettově knize Buch čte sir Samuel Elánius svému synovi knihu Kdepak je má kravička[6]
- hrdina se dozví, že je postavou v jiné knize 
- v druhém díle Cervantesovy slavné knihy Důmyslný rytíř Don Quijote de la Mancha se don Quijote dozvídá, že jeho dobrodružství (jež prožil v prvním díle) byla sepsána Maurem Cidem Hametem Berengenem v knize O důmyslném šlechtici donu Quijotu de la Mancha [7]
- narativní poznámky pod čarou, které pokračují v příběhu tak, že ho komentují
- asi nejznámějším případem jsou poznámky pod čarou v cyklu Úžasná Zeměplocha britského autora Terryho Pratchetta

## Metafikce jako literární žánr
V případě, že přítomnost metafikčních prvků je to, co činí konkrétní dílo sevřeným textem, mluvíme obvykle o metafikci ve smyslu literárního žánru. Takové užití metafikce je typické pro postmodernistickou literaturu. Hranice mezi metafikcí jakožto jedním z motivů díla a metafikcí jakožto žánrotvorným prvkem je rozvolněná, což vede k poněkud vágnímu užívání termínu metafikce a často může být předmětem sporu, v kterém smyslu by se ho u konkrétního díla mělo užívat.
Ačkoliv jsou známé i kratší metafikční prózy (stejně jako přesahy do jiných literárních druhů) – učebnicovým příkladem jsou Borgesovy povídky -, plné rozvinutí metafikčních postupů umožňuje především román, proto často díla reprezentující metafikci jakožto žánr označujeme termínem metaromán (starší ekvivalenty jsou „autotematický román“ či „sebereflexivní román“)

### Sekundární literatura
- NÜNNING, Ansgar, „Metafikce“. In Nünning, Ansgar (ed.). Lexikon teorie literatury a kultury. Brno : Host, 2006 ISBN 80-7294-170-4